# Benita Moreno
Benita Moreno (la Corunya, 1792 - Puente del Arzobispo, Toledo, 1872) fou una soprano espanyola, era filla del violinista i compositor Francisco José Moreno.
Tenia vuit anys quan marxà amb els seus pares a Itàlia, allà estudià cant i amb el temps hi arribà a debutar com a prima donna en l'òpera La festa de la rosa al teatre de La Fenice de Venècia, aconseguint molts aplaudiments. Des d'aquest teatre passà més tard als principals teatres d'Europa, sent molt celebrada.
Ella i la seva germana Francisca foren les primeres a donar a conèixer l'òpera italiana en Espanya, assolin a figurar entre les artistes d'òpera més celebrades en Europa.
Foren molts els triomfs que aconseguiren també a Madrid les dues germanes, i Ferran VII les distingí molt, el mateix que els grans de la seva cort.
Diversos literats d'aquella època els dedicaren gran nombre de poesies, emplenant d'elogis a les dues artistes.